# Jean-Marc Adolphe
Pour les articles homonymes, voir Adolphe.
Jean-Marc Adolphe, né le 31 août 1958[réf. nécessaire] à Saint-Aignan dans le Loir-et-Cher, est un journaliste, essayiste et directeur de projets artistiques et culturels. Il est le fondateur de la revue Mouvement.

## Biographie
Après des études de journalisme à Tours, Jean-Marc Adolphe commence sa carrière professionnelle en 1981 à Montpellier au sein de l'hebdomadaire Sud, puis du Journal de Montpellier. Il participe aux débuts d'une radio libre, L'Écho des Garrigues, et crée un magazine culturel régional sur la région Languedoc-Roussillon, Strapontin. À Montpellier, il participe également à la création d'un café-concert, Le Sax Aphone, où il organise notamment un festival, Les Nuits de Barcelone, et où il présente pour la première fois en France la chanteuse Björk avec son premier groupe, Kukl[réf. nécessaire].
Jean-Marc Adolphe découvre la danse contemporaine à Montpellier, avec les chorégraphes Jackie Taffanel et Dominique Bagouet. Il commence alors à écrire dans la revue Pour la danse et devient essentiellement critique de danse en étant responsable de la rubrique « danse » du journal L'Humanité de 1985 à 1991. Il fonde alors en 1987 les éditions Bougé et publie des ouvrages sur la danse avant de créer en 1993 les éditions du Mouvement qui éditent notamment la revue interdisciplinaire Mouvement, consacrée à la création contemporaine et qu'il dirige jusqu'en 2014.
Parallèlement, il sera successivement ou simultanément directeur artistique de l’Espace Kiron à Paris (1986-1988), conseiller artistique pour le festival « Danse à Aix » (1987-1988), où il présente notamment un grand hommage à Tatsumi Hijikata et pour le Festival internacional de teatro de Granada (1988-1991) ; puis pour le théâtre de la Bastille à Paris (de 1994 à 2002), où il introduit notamment en France le travail de Meg Stuart, Alain Platel, Joao Fiadeiro, Caterina Sagna, Wayne McGregor, Jérôme Bel, Raimund Hoghe.
Jean-Marc Adolphe imagine et dirige par ailleurs, de 1992 à 2010 cinq éditions du projet SKITE, laboratoire de recherche et d'expérimentations artistiques : Paris, théâtre de la Cité internationale (1992), où il crée un solo chorégraphié par Meg Stuart, Lisbonne capitale culturelle européenne (1994), Performing Arts Forum à Saint-Erme-Outre-et-Ramecourt (2007), Porto (2008) et Caen (2010).
En 2021, il est le cofondateur du media en ligne Les Humanités.
Il est l'auteur par ailleurs de nombreux ouvrages sur la danse et de présentations de spectacles, notamment pour le théâtre de la Bastille, le théâtre de la Ville à Paris, et divers festivals et anime des conférences.

## Ouvrages
- Rosas - Anne Teresa De Keersmaeker par Jean-Marc Adolphe et coll., éditions La Renaissance du livre, 2002  (ISBN 2-8046-0695-3).
- Crise de la représentation, Jean-Marc Adolphe, éditions L'Entretemps, 2004  (ISBN 978-2-912877-28-4).
- Carlotta Ikeda : Danse Butô et au-delà par Laurencine Lot, Jean-Marc Adolphe, éditions Favre Sa, 2005  (ISBN 978-2-8289-0864-5).
- Le Temps emprunté par Jan Fabre, Hans Ulrich Obrist, Patrick Roegiers, et Jean-Marc Adolphe, Actes Sud, 2007  (ISBN 978-2-7427-5792-3).
- Pina Bausch par Guy Delahaye et Jean-Marc Adolphe, Actes Sud, 2007,  (ISBN 978-2-7427-6411-2).
- Manufacture du sensible : L'Atelier du Rhin, une aventure partagée par Jean-Marc Adolphe, Lionnel Astier, Neil Beardmore, Ève Beauvallet, éditions L'Entretemps, 2008  (ISBN 978-2-912877-93-2).
- Nuit debout et culture assoupie, préface de Bernard Noël, éditions L’Entretemps, 2016  (ISBN 978-2355392382)